# Pro D2 2012-13
El Pro D2 2012-13 fue la decimotercera edición de la segunda categoría profesional del rugby francés.

## Modo de disputa
El torneo se disputó en formato de todos contra todos en condición de local y de visitante en su fase regular, el equipo que se ubicó en la primera posición al finalizar el torneo se coronó campeón, del 2° al 5° puesto disputaron un play-off para decidir el segundo ascenso.
Los últimos dos equipos al finalizar el torneo descendieron directamente a la tercera división.

## Clasificación
| Pos. | Equipo        | Encuentros | Encuentros | Encuentros | Encuentros | Tantos | Tantos | Tantos | Puntos Bonus | Puntos |
| Pos. | Equipo        | PJ         | PG         | PE         | PP         | F      | C      | Dif    | Puntos Bonus | Puntos |
| ---- | ------------- | ---------- | ---------- | ---------- | ---------- | ------ | ------ | ------ | ------------ | ------ |
| 1.º  | Oyonnax       | 30         | 24         | 1          | 5          | 877    | 536    | +341   | 13           | 111    |
| 2.º  | Brive         | 30         | 20         | 2          | 8          | 658    | 532    | +126   | 10           | 94     |
| 3.º  | Pau           | 30         | 20         | 1          | 9          | 725    | 519    | +206   | 11           | 93     |
| 4.º  | La Rochelle   | 30         | 19         | 0          | 11         | 718    | 569    | +149   | 11           | 87     |
| 5.º  | Aurillac      | 30         | 19         | 1          | 10         | 680    | 643    | +37    | 4            | 82     |
| 6.º  | Tarbes        | 30         | 17         | 1          | 12         | 695    | 625    | +70    | 10           | 80     |
| 7.º  | Carcassonne   | 30         | 15         | 1          | 14         | 640    | 595    | +45    | 12           | 74     |
| 8.º  | Lyon          | 30         | 13         | 3          | 14         | 696    | 585    | +111   | 14           | 72     |
| 9.º  | Narbonne      | 30         | 14         | 2          | 14         | 673    | 670    | +3     | 9            | 69     |
| 10.º | Colomiers     | 30         | 13         | 2          | 15         | 568    | 615    | -47    | 10           | 66     |
| 11.º | Albi          | 30         | 12         | 1          | 17         | 580    | 630    | -50    | 9            | 59     |
| 12.º | Béziers       | 30         | 10         | 1          | 19         | 534    | 742    | -208   | 9            | 51     |
| 13.º | Auch          | 30         | 8          | 3          | 19         | 442    | 612    | -170   | 12           | 50     |
| 14.º | Dax           | 30         | 10         | 1          | 19         | 567    | 708    | -141   | 7            | 49     |
| 15.º | Pays d'Aix RC | 30         | 9          | 0          | 21         | 552    | 774    | -222   | 9            | 45     |
| 16.º | RC Massy      | 30         | 6          | 2          | 22         | 598    | 848    | -250   | 9            | 37     |

| Bandera de Francia |
| Campeón Oyonnax    |
| Primer título      |

## Segundo ascenso

### Semifinal
| 11 de mayo de 2013 | Pau | 30 - 16 | La Rochelle |  |  |

| 12 de mayo de 2013 | Brive | 30 - 14 | Aurillac |  |  |

### Final
| 19 de mayo de 2013 | Brive | 30 - 10 | Section Paloise |  |  |